# Øster Hurup
Øster Hurup ist eine kleine Ortschaft in der dänischen Kommune Mariagerfjord mit 703 Einwohnern (Stand 1. Januar 2023). Vor der Kommunalreform 2007 gehörte die Ortschaft zur Kommune Hadsund, welche mit der Kommune Arden, der Kommune Hobro und dem westlichen Teil der Kommune Mariager zur Kommune Mariagerfjord zusammengefasst wurde.
Øster Hurup liegt 17 Kilometer östlich von Hadsund.

## Persönlichkeiten
- Thora Pedersen (1875–1954), Lehrerin, Schulinspektorin und Frauenrechtlerin